# هارون دافي
هارون دافي (بالإنجليزية: Aaron Davey)‏ هو لاعب كرة قدم أسترالية أسترالي، ولد في 10 يونيو 1983 في داروين في أستراليا.

## وصلات خارجية
- هارون دافي على موقع AustralianFootball.com (الإنجليزية)
- هارون دافي على موقع AFLtables.com (الإنجليزية)